# جون ريان ميرفي
جون ريان ميرفي (بالإنجليزية: J. R. Murphy)‏ هو لاعب كرة قاعدة أمريكي، ولد في 13 مايو 1991 في برادنتون في الولايات المتحدة.

## وصلات خارجية
- جون ريان ميرفي على موقع دوري كرة القاعدة الرئيسي (الإنجليزية)
- جون ريان ميرفي على موقعبيزبول رفرنس.كوم (الدوري الرئيسي) (الإنجليزية)
- جون ريان ميرفي على موقعبيزبول رفرنس.كوم (الدوري الثانوي) (الإنجليزية)
- جون ريان ميرفي على موقع إي إس بي إن.كوم (أم.أل.بي) (الإنجليزية)
- جون ريان ميرفي على موقع مشجعي الرسوم البيانية (الإنجليزية)